# Pinto (moneta)
Pinto – złota moneta portugalska o wartości 480 reis, pomimo napisu określającego nominał 400, bita w latach 1717–1821, zwana także cruzado.